# Canada op de Olympische Jeugdwinterspelen 2012
Canada was een van de landen die deelnam aan de Olympische Jeugdwinterspelen 2012 in Innsbruck, Oostenrijk.

## Medailleoverzicht
| Sport                               | Olympiër                                 | Onderdeel          | Medaille |
| ----------------------------------- | ---------------------------------------- | ------------------ | -------- |
| Snowboarden                         | Michael Ciccarelli                       | slopesyle (m)      | Goud     |
| Snowboarden                         | Audrey McManiman                         | slopesyle (v)      | Goud     |
| Alpineskiën                         | Roni Remme                               | slalom (v)         | Zilver   |
| Freestyleskiën                      | Matty Herauf                             | skicross (m)       | Brons    |
| IJshockey                           | Olympisch jeugdteam                      | teamcompetitie (m) | Brons    |
| Noordse combinatie / Schansspringen | Taylor Henrich Dusty Korek Nathaniel Mah | gemengd team       | Brons    |
| Skeleton                            | Corey Gillies                            | jongens            | Brons    |
| Skeleton                            | Carli Brockwav                           | meisjes            | Brons    |

## Deelnemers en resultaten
(m) = mannen, (v) = vrouwen 

### Alpineskiën
| Olympiër                                                          | Onderdeel           | Resultaat | Prestatie                          |
| ----------------------------------------------------------------- | ------------------- | --------- | ---------------------------------- |
| Martin Grasic                                                     | super g (m)         | -         | - (DNF )                           |
| Martin Grasic                                                     | supercombinatie (m) | 20e       | 1.46,37 (+5,92) (1.06,88, 39,49)   |
| Martin Grasic                                                     | reuzenslalom (m)    | -         | - (-) (DNF, -)                     |
| Martin Grasic                                                     | slalom (m)          | 10e       | 1.22.32 (+3,96) (41,57, 40,75)     |
| Lambert Quezel                                                    | super g (m)         | 20        | 1.07,40 (+2,95)                    |
| Lambert Quezel                                                    | supercombinatie (m) | 18e       | 1.46,19 (+5,74) (1.05,96, 40,23)   |
| Lambert Quezel                                                    | reuzenslalom (m)    | 16e       | 1.57,41 (+5,71) (1.00.75, 56,66)   |
| Lambert Quezel                                                    | slalom (m)          | -         | - (-) (DNF, -)                     |
|                                                                   |                     |           |                                    |
| Mikaela Tommy                                                     | super g (v)         | 11e       | 1.07,06 (+1,28)                    |
| Mikaela Tommy                                                     | supercombinatie (v) | -         | - (-) (DNF, -)                     |
| Mikaela Tommy                                                     | reuzenslalom (v)    | -         | - (-) (57,69, DNF)                 |
| Mikaela Tommy                                                     | slalom (v)          | -         | - (-) (DNF, -)                     |
| Roni Remme                                                        | super g (v)         | -         | DNF (-)                            |
| Roni Remme                                                        | supercombinatie (v) | 9e        | 1.43,26 (+2,44) (1.06,37, 36,89)   |
| Roni Remme                                                        | reuzenslalom (v)    | 15e       | 2.00,07 (+3,94) (1.00,04, 1.00,03) |
| Roni Remme                                                        | slalom (v)          | Zilver    | 1.21,25 (+1,49) (42,05, 39,20)     |
|                                                                   |                     |           |                                    |
| Team Canada Mikaela Tommy Martin Grasic Roni Remme Lambert Quezel | teamwedstrijd       | 5e-8e     | 1/4F: 0-4 Oostenrijk               |

### Biatlon
| Olympiër                                                             | Onderdeel                 | Resultaat | Prestatie                                                                                             |
| -------------------------------------------------------------------- | ------------------------- | --------- | --- |
| Stuart Harden                                                        | 7,5 km sprint (m)         | 4e        | 19.51,3 (+29,6) pen.: 0 (0+0)                                                                         |
| Stuart Harden                                                        | 10 km achtervolging (m)   | 7e        | +1.22,6 pen.: 1 (0+0+0+1)                                                                             |
| Aidan Millar                                                         | 7,5 km sprint (m)         | 43e       | 23.23,1 (+4.01,4) pen.: 7 (4+3)                                                                       |
| Aidan Millar                                                         | 10 km achtervolging (m)   | 32e       | +5.33,4 pen.: 5 (1+2+2+0)                                                                             |
|                                                                      |                           |           | |
| Sarah Beaudry                                                        | 6 km sprint (v)           | 22e       | 19.49,9 (+2.22,2) pen.: 4 (2+2)                                                                       |
| Sarah Beaudry                                                        | 7,5 km achtervolging (v)  | 14e       | +5.04,1 pen.:2 (1+0+1+0)                                                                              |
| Danielle Vrielink                                                    | 6 km sprint (v)           | 9e        | 18.45,9 (+1.18,2) pen.: 1 (1+0)                                                                       |
| Danielle Vrielink                                                    | 7,5 km achtervolging (v)  | 11e       | +4.33,5 pen.:2 (0+1+0+1)                                                                              |
| Sarah Beaudry Danielle Vrielink Aidan Millar Stuart Harden           | gemengde estafette        | 9e        | 1:17.29,7 (+6.22,9) (3+5 2+8) 17.33,5 (0+2 0+2) 17.46,0 (0+0 0+2) 23.21,8 (3+3 2+3) 18.48,4 (0+0 0+1) |
| Danielle Vrielink Maya Macisaac-Jones Stuart Harden Matthew Saurette | biatlon/langlaufestafette | 13e       | 1:08.10,9 (0+4) 20.43,2 (0+1 0+0) 11.08,6 23.18,9 (0+0 0+3) 13.00,2                                   |

### Bobsleeën
| Olympiër                      | Onderdeel       | Resultaat | Prestatie                       |
| ----------------------------- | --------------- | --------- | ------------------------------- |
| Payton Berezowski Clay Sparks | tweemansbob (m) | 9e        | 1.50,54 [55,26 (9) + 55,28 (9)] |
|                               |                 |           |                                 |
| Mercedes Miller Casey Froese  | tweemansbob (v) | 7e        | 1.54.58 [57,29 (7) + 57,29 (7)] |

### Curling
| Olympiër                                             | Onderdeel      | Resultaat   | Prestatie |
| ---------------------------------------------------- | -------------- | ----------- | --- |
| Corryn Brown Emily Gray Derek Oryniak Thomas Scoffin | gemengd team   | 4e          | Voorronde: rode groep 5-6 Oostenrijk 0-6 Italië 8-2 Groot-Brittannië 7-1 Rusland 5-6 Zweden 9-4 Japan 6-4 Duitsland Kwartfinale 7-6 Tsjechië Halve finale 2-8 Italië 3e/4e plaats 3-4 Zweden |
|                                                      |                |             | |
| Derek Oryniak + GER Frederike Manner                 | dubbeltoernooi | 1/32 finale | 1/32F: 1-14 JPN Mako Tamakuma + KOR Yoo Minhyeon |
| Thomas Scoffin + NZL Kelsi Heath                     | dubbeltoernooi | 1/16 finale | 1/32F: 9-5 JPN Mizuki Kitaguchi + GBR Thomas Muithead 1/16F: 5-6 CZE Zuzana Hruzova + RUS Mikhail Vaskov                                                                                     |
| Corryn Brown + AUT Martin Reichel                    | dubbeltoernooi | kwartfinale | 1/32F: 6-4 CHN Cao Ying + JPN Shingo Usui 1/16F: 7-4 KOR Kang Sueyeon + CZE Krystof Krupansky KF: 3-9 RUS Marina Verenich + USA Korey Dropkin                                                |
| Emily Gray + EST Robert-Kent Paell                   | dubbeltoernooi | 1/32 finale | 1/32F: 8-2 RUS Anastasia Moskaleva + JPN Tsukasa Horigome |

### Freestyleskiën
| Olympiër        | Onderdeel     | Resultaat | Prestatie            |
| --------------- | ------------- | --------- | -------------------- |
| Matty Herauf    | ski-cross (m) | Brons     | 57,34                |
| Aaron Mackay    | half pipe (m) | 6e        | 76,50 (70,75, 76,50) |
|                 |               |           |                      |
| Shannon Gunning | half pipe (v) | 4e        | 62,00 (62,00, 58,00) |
| India Sherret   | ski-cross (v) | 4e        | 1.00,21              |

### IJshockey
| Olympiër | Onderdeel       | Resultaat | Prestatie |
| --- | --------------- | --------- | --- |
| Keven Bouchard Adam Brooks Ryan Burton Josh Carrick Eric Cornel Jarrett Crossman Reid Duke Reid Gardiner Ryan Gropp Nicholas Hebert Joseph Hicketts Garrett James Brycen Martin Brendan Nickerson Ryan Pilon Sam Walsh Nathan Yetman | jongenstoernooi | Brons     | Voorronde 3-4 Rusland 5-1 Verenigde Staten 9-0 Oostenrijk 3-2 Finland Halve finale 1-2 Finland 3e/4e plaats 7-5 Verenigde Staten |

### Langlaufen
| Olympiër                                                             | Onderdeel                 | Resultaat | Prestatie                                                           |
| -------------------------------------------------------------------- | ------------------------- | --------- | ------------------------------------------------------------------- |
| Matthew Saurette                                                     | 10 km klassiek (m)        | 29e       | 32.55,8 (+3.27,0)                                                   |
| Matthew Saurette                                                     | sprint (m)                | 29e       | kwartfinale                                                         |
|                                                                      |                           |           |                                                                     |
| Maya Macisaac-Jones                                                  | 5 km klassiek (v)         | 17e       | 16.31,0 (+2.13,0)                                                   |
| Maya Macisaac-Jones                                                  | sprint (v)                | 8e        | halve finale                                                        |
|                                                                      |                           |           |                                                                     |
| Danielle Vrielink Maya Macisaac-Jones Stuart Harden Matthew Saurette | biatlon/langlaufestafette | 13e       | 1:08.10,9 (0+4) 20.43,2 (0+1 0+0) 11.08,6 23.18,9 (0+0 0+3) 13.00,2 |

### Noordse combinatie
| Olympiër      | Onderdeel     | Resultaat | Prestatie                                                        |
| ------------- | ------------- | --------- | ---------------------------------------------------------------- |
| Nathaniel Mah | Gundersen (m) | 11e       | schansspringen: 72,0 m - 122,6 p. (9e +1.00) langlaufen: +3.03,6 |

### Rodelen
| Olympiër       | Onderdeel | Resultaat | Prestatie                          |
| -------------- | --------- | --------- | ---------------------------------- |
| John Fennell   | enkel (m) | 7e        | 1.20,191 (+0,588) (40,162; 40,130) |
| Mitchel Malyk  | enkel (m) | 5e        | 1.20,043 (+0,440) (40,096; 40,11)  |
|                |           |           |                                    |
| Tara Disturnal | enkel (v) | 11e       | 1.21,696 (+1,499) (40,793; 40,903) |

### Schansspringen
| Olympiër                                             | Onderdeel                                        | Resultaat | Prestatie                                                            |
| ---------------------------------------------------- | ------------------------------------------------ | --------- | -------------------------------------------------------------------- |
| Dusty Korek                                          | individueel (m)                                  | 8e        | 240,8 ptn. (72,5 m en 70,5 m)                                        |
|                                                      |                                                  |           |                                                                      |
| Taylor Henrich                                       | individueel (v)                                  | 5e        | 204,6 ptn. (64,0 m en 66,0 m)                                        |
|                                                      |                                                  |           |                                                                      |
| Team Canada Taylor Henrich Nathaniel Mah Dusty Korek | gemengd team noordse combinatie / schansspringen | Brons     | 277,1 + 309,9 = 587,0 pnt. 079,7 + 073,4 099,4 + 110,8 098,0 + 125,7 |

### Skeleton
| Olympiër       | Onderdeel | Resultaat | Prestatie                       |
| -------------- | --------- | --------- | ------------------------------- |
| Corey Gillies  | jongens   | Brons     | 1.55,82 [58,35 (5) + 57,47 (2)] |
|                |           |           |                                 |
| Carli Brockway | meisjes   | Brons     | 58,48                           |

### Snowboarden
| Olympiër           | Onderdeel      | Resultaat | Prestatie                                                                  |
| ------------------ | -------------- | --------- | -------------------------------------------------------------------------- |
| Michael Ciccarelli | halfpipe (m)   | 4e        | Finale: 4e (84.00) Halve finale: 1e (84.75) QF Serie: 4e (78.75) QS        |
| Michael Ciccarelli | slopestyle (m) | Goud      | Finale: 1e (94.25) Serie: 1e (90.75) Q                                     |
| Tyler Nicholson    | slopestyle (m) | 6e        | Finale: 6e (84.00) Serie: 3e (82.75) Q                                     |
|                    |                |           |                                                                            |
| Quincy Korte-King  | halfpipe (v)   | 5e        | Finale: 5e (69.75) Halve finale: 3e (71.75) QF Kwalificatie: 5e (59.00) QS |
| Quincy Korte-King  | slopestyle (v) | 7e        | Finale: 7e (51.50) Kwalificatie: 6e (75.75) Q                              |
| Audrey McManiman   | halfpipe (v)   | 7e        | Halve finale: 4e (64.25) Kwalificatie: 7e (51.50) QS                       |
| Audrey McManiman   | slopestyle (v) | Goud      | Finale: 1e (84.25) Kwalificatie: 1e (83.00) Q                              |